# Museu Calouste Gulbenkian

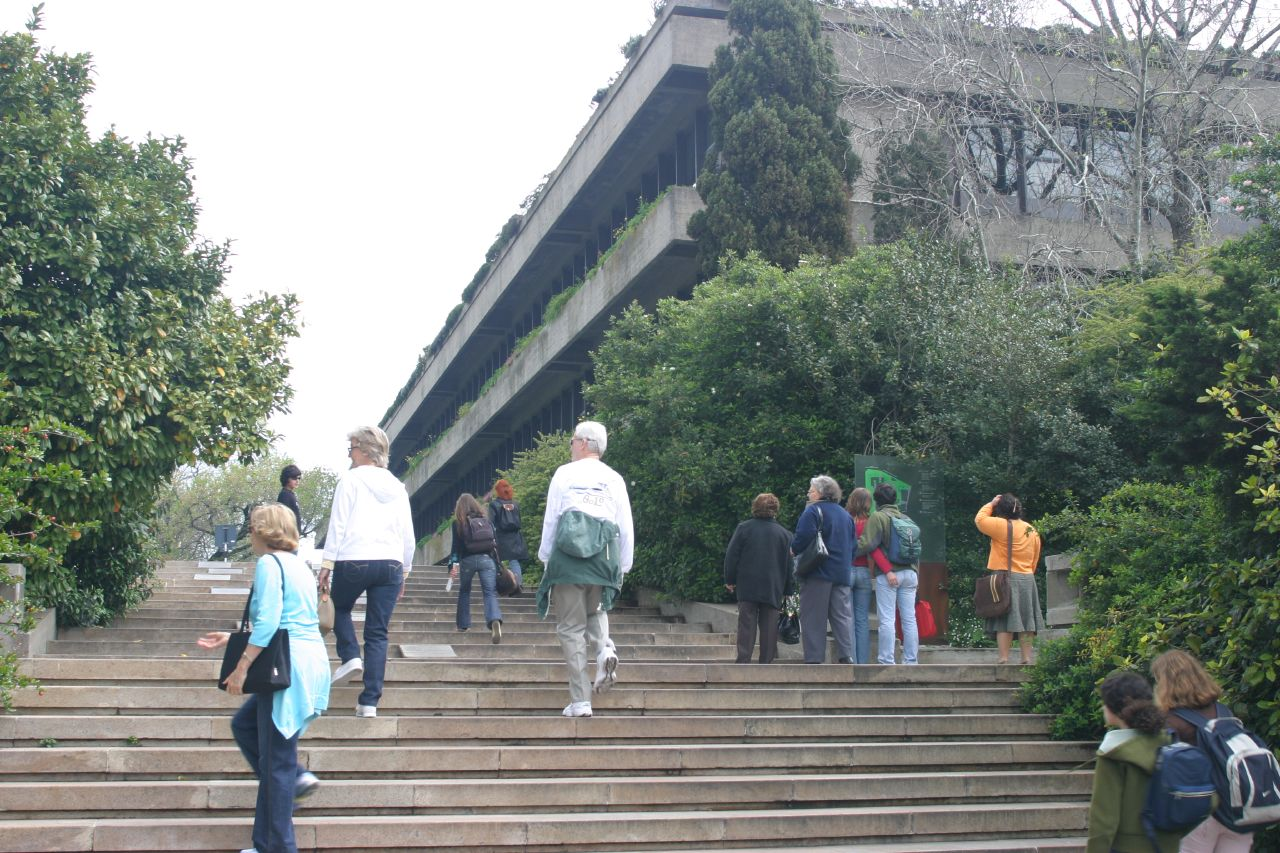
Calouste Gulbenkian Museum

Museu Calouste Gulbenkian (Calouste Gulbenkian Museum) is een museum, gelegen aan de Av. de Berna in de Portugese hoofdstad Lissabon. 

## Geschiedenis
Het museum is in 1969 gesticht ter herinnering aan en als laatste wens van de in 1955 overleden Britse zakenman en mecenas Calouste Gulbenkian. Als plaats van vestiging werd gekozen voor het Parque de Santa Gertrudes in het stadsdeel Palhavã. Het gebouw is een sober, waardig onderkomen geworden, te midden van veel groen, naar het winnende ontwerp van de architecten Ruy Jervis d'Athoguia, Pedro Cid en Alberto Pessoa. Het museum biedt onderdak aan de kunstverzameling van de Fundação Calouste Gulbenkian (Calouste Gulbenkian Foundation).

## Collectie

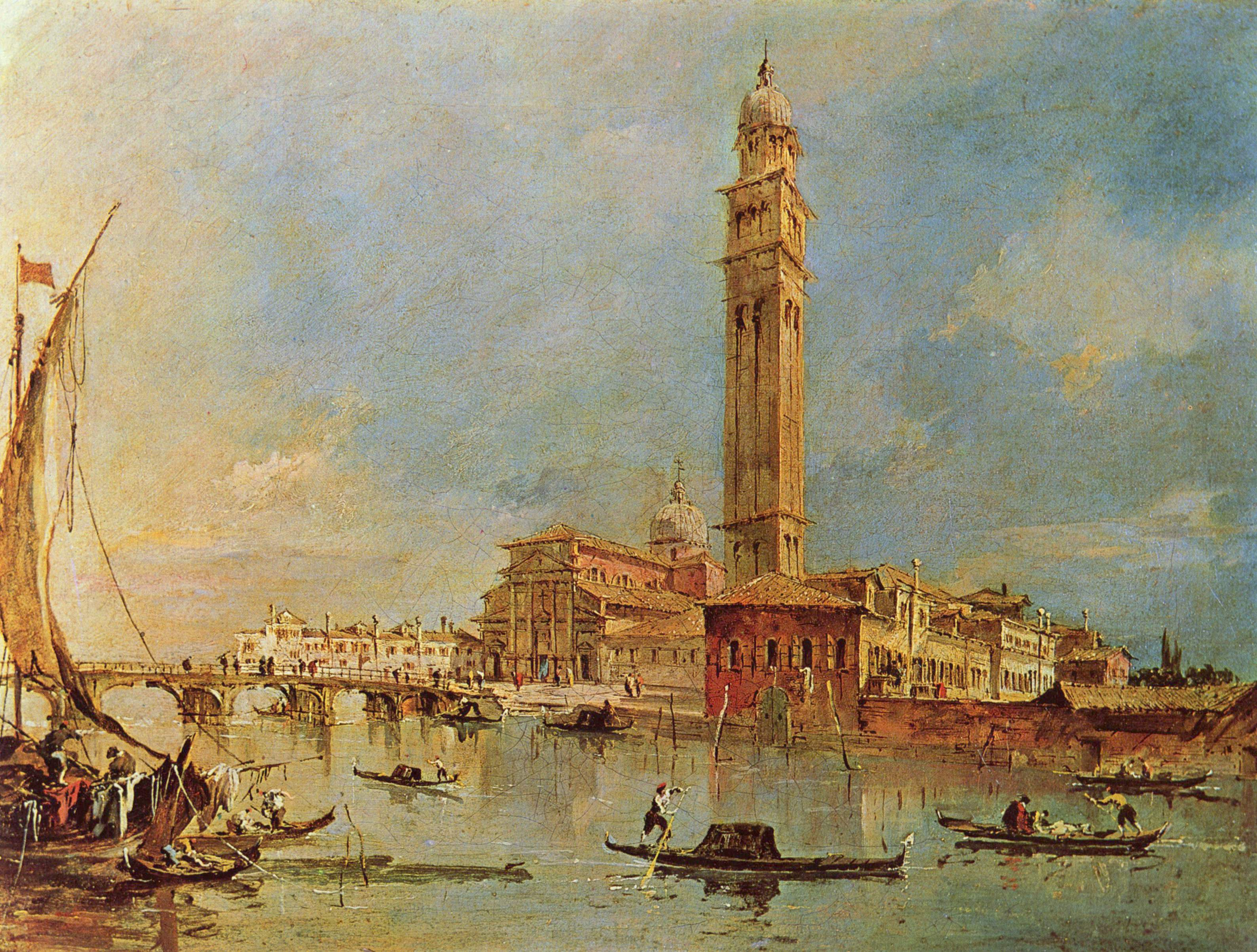
Francesco Guardi: Venetië: Isola di San Pietro di Castello (18e eeuw)

Het museum bestaat uit en is te bezichtigen in twee hoofdafdelingen:
- Oosterse en Antieke kunst, onderverdeeld in de afdelingen:
  - Kunst uit het oude Egypte
  - Grieks-Romaanse kunst
  - Kunst uit Mesopotamië
  - Kunst uit het Midden-Oosten
  - Islamitische kunst
  - Armeense kunst
  - Kunst uit het Verre-Oosten

- Europese kunst, onderverdeeld in de afdelingen:
  - Boekdrukkunst/manuscripten
  - Beeldhouw- en schilderkunst van de vijftiende tot de zeventiende eeuw
  - Toegepaste kunst: een breed overzicht wordt geboden van kunstvoorwerpen van de elfde eeuw tot halverwege de twintigste eeuw. De nadruk ligt op Franse kunst uit de achttiende eeuw en het werk van René Lalique.
  - Renaissance-kunst van Nederlandse, Vlaamse, Franse en Italiaanse meesters
  - Schilderkunst van de achttiende en negentiende eeuw, onder andere Francesco Guardi en een collectie Engelse schilderkunst

## Fotogalerij

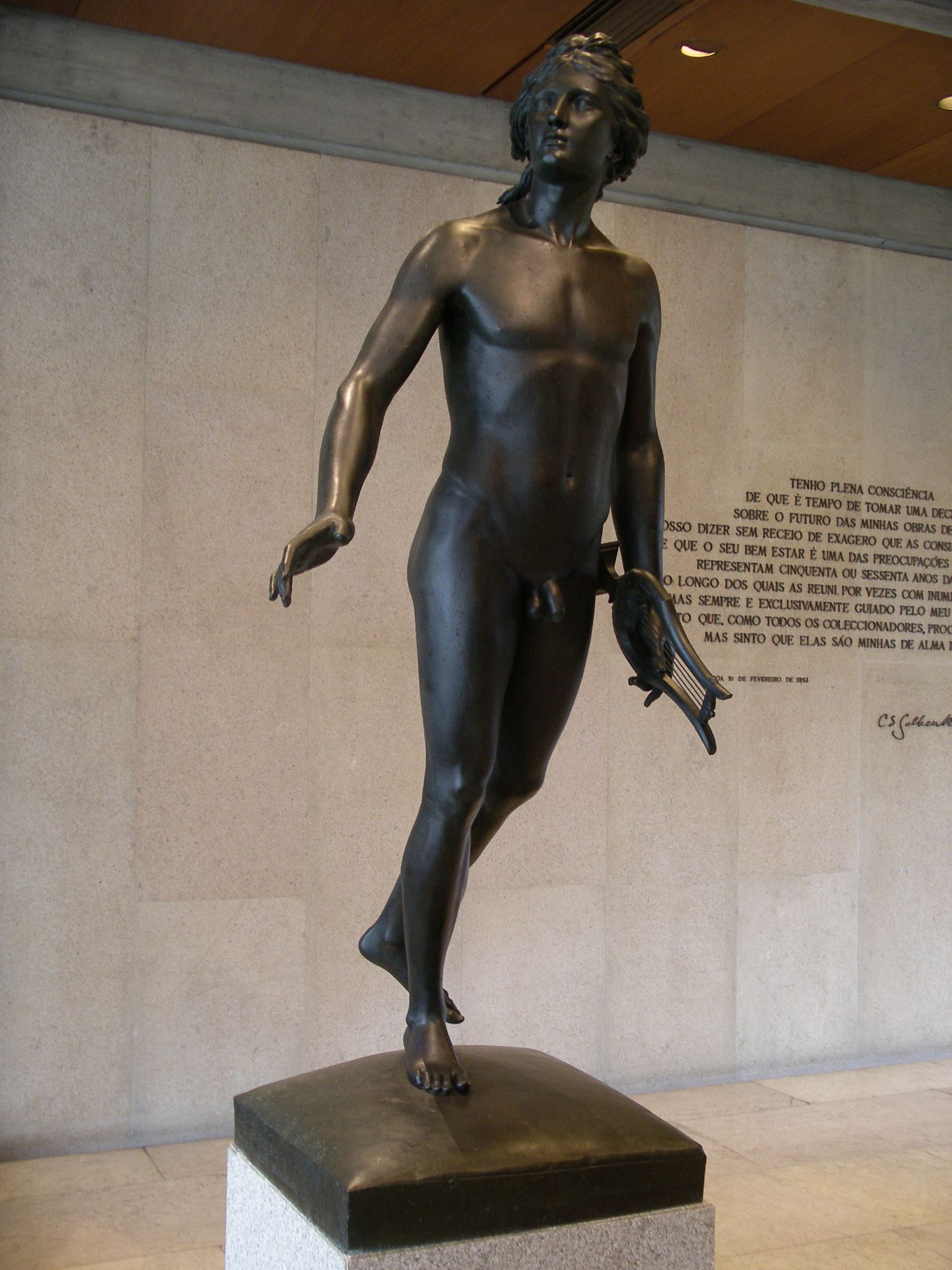
Jean-Antoine Houdon: Apollo (1788)
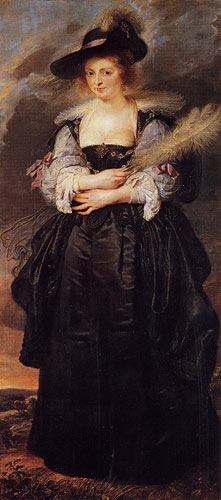
Peter Paul Rubens: Hélène Fourment (1638)
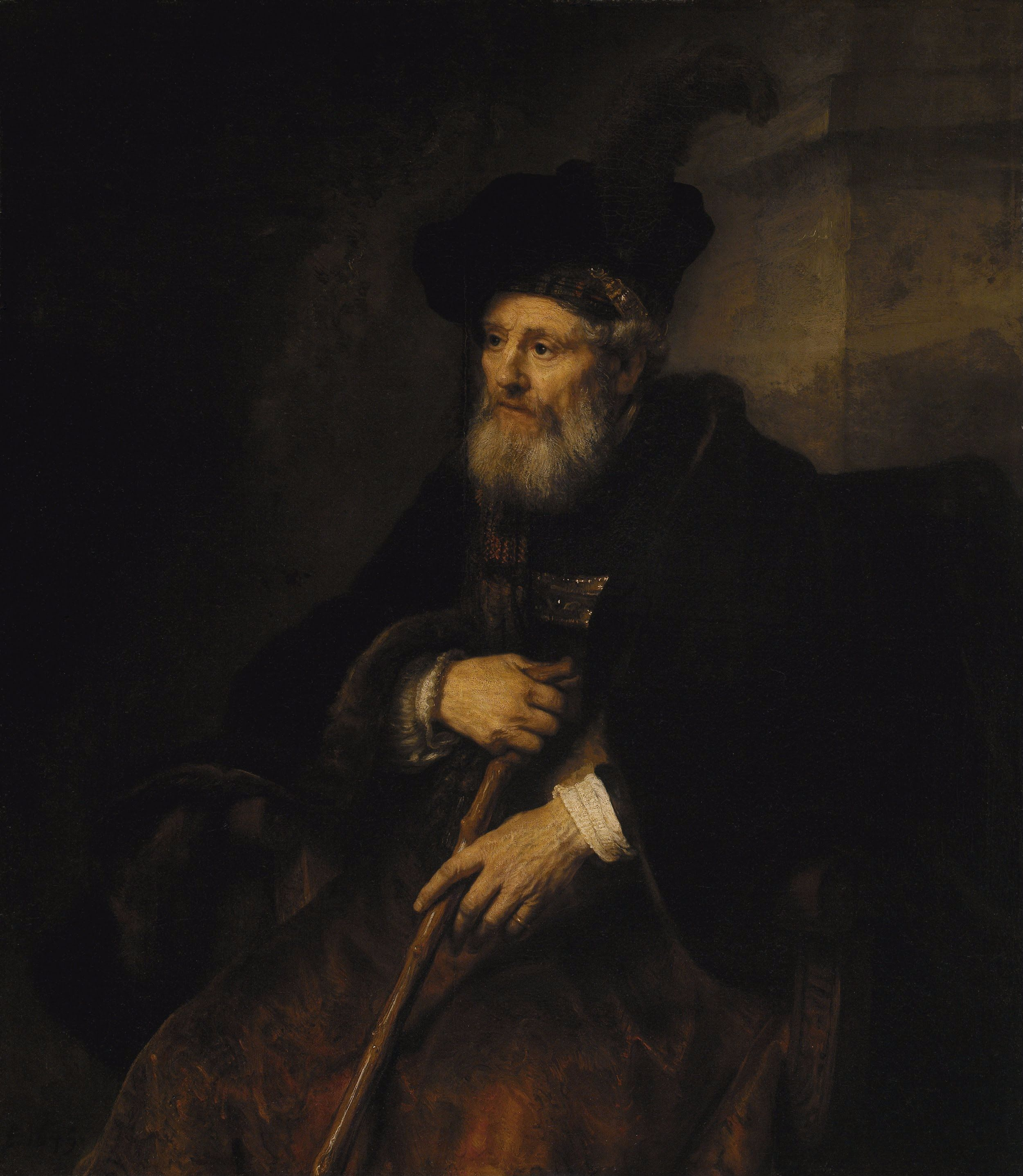
Rembrandt van Rijn: Portret van een oude man (1645)
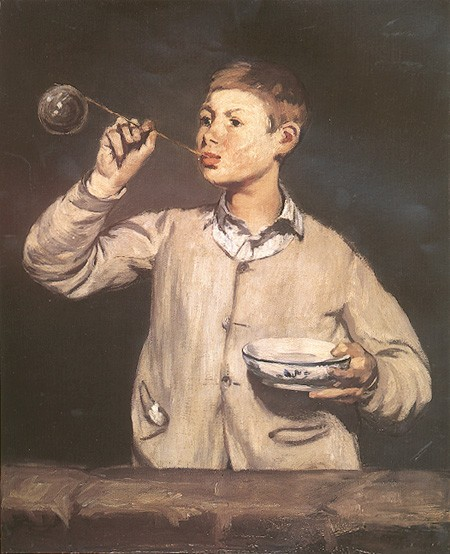
Édouard Manet: Les bulles de savon (1867)
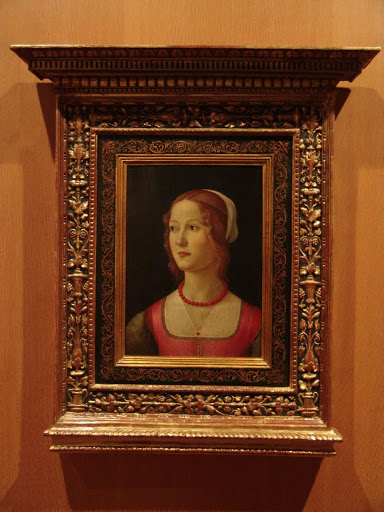
Domenico Ghirlandaio - "Portret van een jonge vrouw"
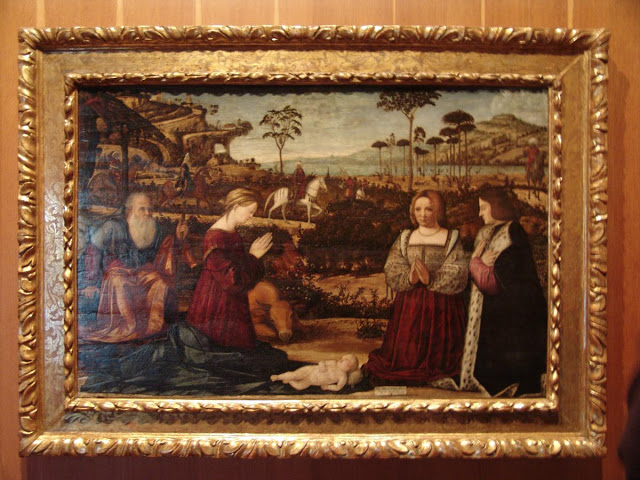
Vittore Carpaccio - "Holy family and donors"
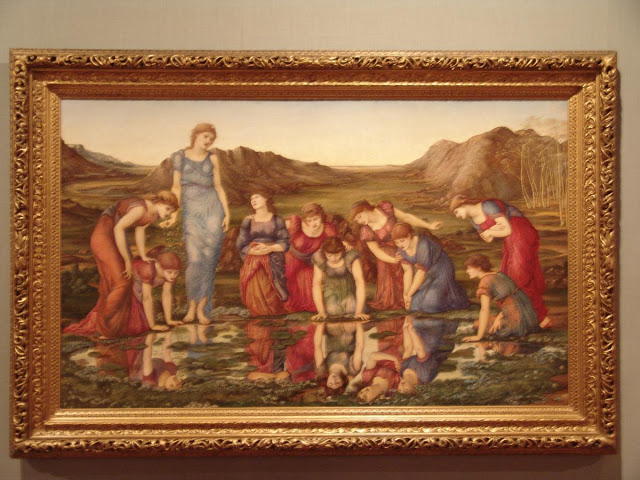
Sir Edward Burne-Jones - "The mirror of Venus"